# Campos de concentración en la segunda guerra bóer
Durante la segunda guerra bóer, que duró de 1899 a 1902, los británicos crearon campos de concentración en Sudáfrica. Los campos fueron establecidos originalmente por el ejército británico como campos de refugiados para proporcionar refugio a las familias civiles que se habían visto obligadas a abandonar sus hogares por cualquier motivo relacionado con la guerra. Sin embargo, Frederick Roberts, comandante en jefe británico, inició una  política de tierra quemada a mediados de junio de 1900, en un intento de romper la campaña de guerrillas y, como resultado, la afluencia de civiles creció dramáticamente.  
A finales de 1900, Herbert Kitchener tomó el mando de las fuerzas británicas e intensificó esa política, lo que provocó la extrema masificación de los campos.

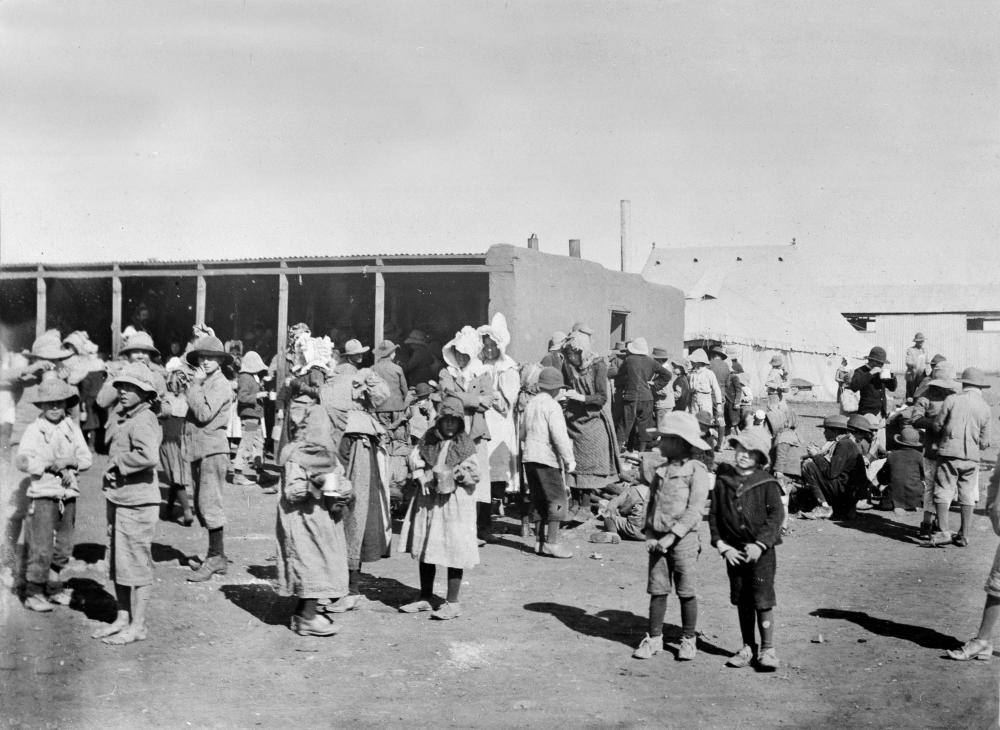
Mujeres y niños bóer en un campo de concentración

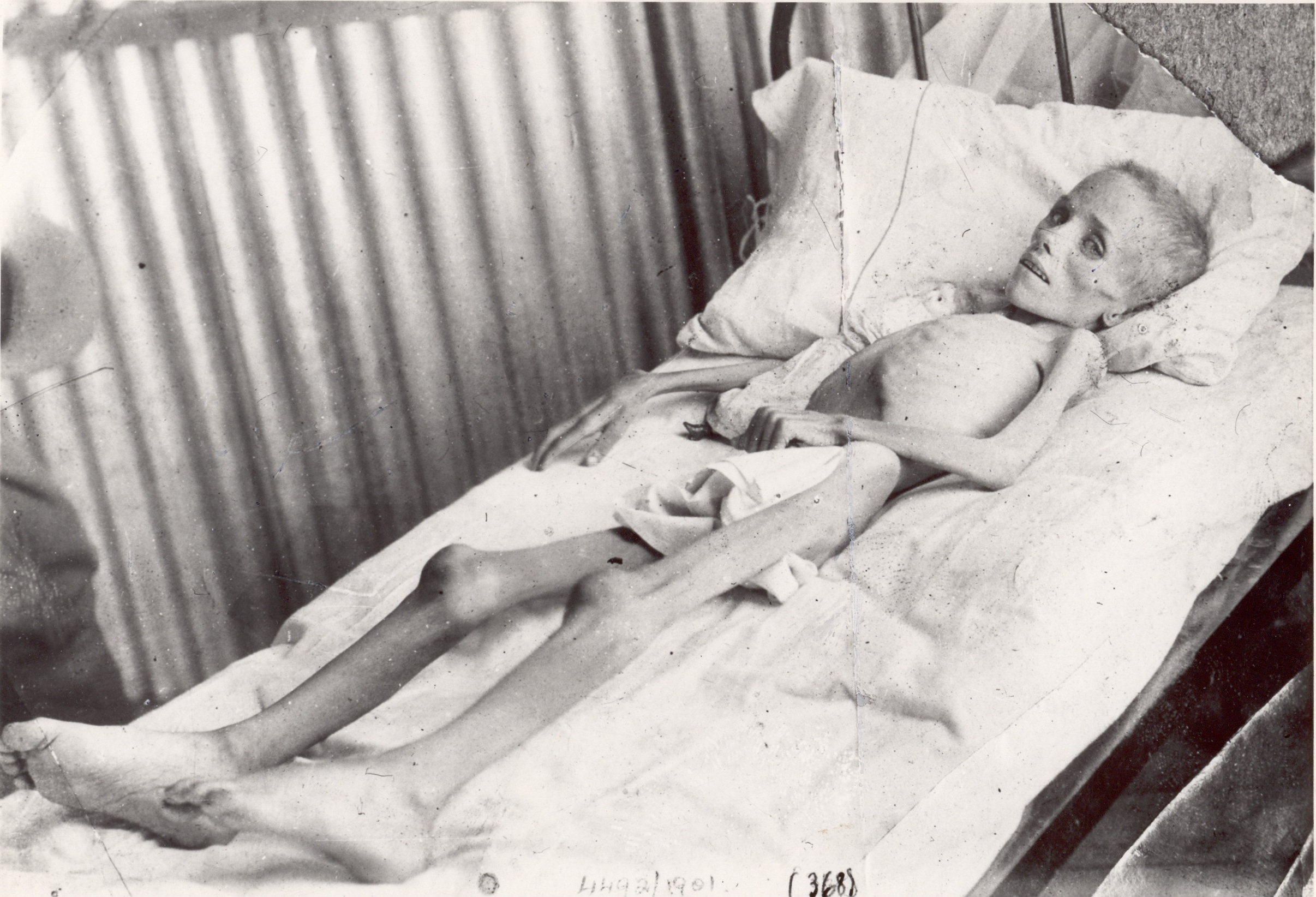
Lizzie van Zyl, una niña bóer, visitada por Emily Hobhouse en un campo de concentración británico

Esta no fue la primera aparición de campos de internamiento, ya que los españoles habían utilizado el internamiento durante la Guerra de Independencia cubana, pero el sistema de campos de concentración de la guerra bóer fue la primera vez que una nación entera era atacada sistemáticamente.
Hubo un total de cuarenta y seis campamentos que se construyeron para los internos bóeres y un mínimo de sesenta y seis campamentos adicionales que se construyeron para personas negras. De los 33 000 hombres bóeres que fueron capturados como prisioneros de guerra, más de 30 000 fueron enviados a campos de prisioneros en otros lugares del Imperio británico. La gran mayoría de los bóeres que permanecieron en los campamentos locales eran mujeres y niños. Más de 27 927 mujeres y niños bóeres perecieron en estos campos de concentración, así como más de 20 000 negros en los campos específicos para mantener la segregación.
Los campos estuvieron mal administrados desde el principio y se sobreocuparon cada vez más cuando las tropas de Kitchener implementaron la estrategia de internamiento a gran escala. Las condiciones eran pésimas para la salud de los internos, principalmente por el abandono, la mala higiene y las malas condiciones sanitarias. Las raciones de alimentos eran escasas. El alojamiento inadecuado, la mala alimentación, la mala higiene y el hacinamiento llevaron a la desnutrición y enfermedades endémicas contagiosas como el sarampión, la fiebre tifoidea y la disentería a la que los niños eran particularmente vulnerables.

## Antecedentes

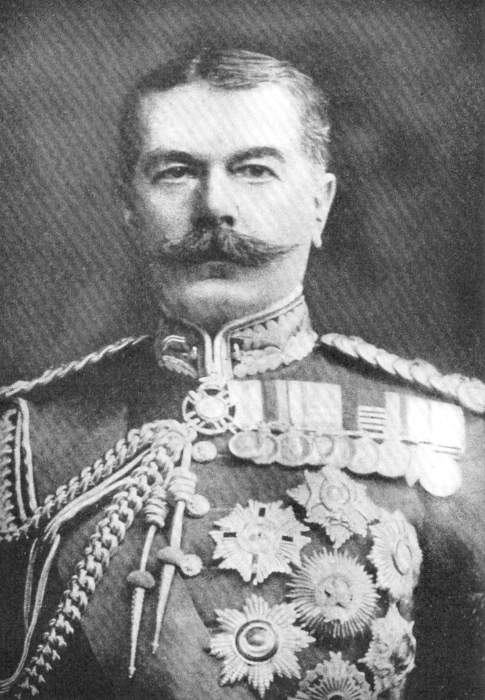
Frederick Roberts

Tras la batalla de Paardeberg, la capital del Estado Libre de Orange, Bloemfontein, fue tomada el 13 de marzo de 1900. Roberts emitió una proclama invitando a los bóeres a deponer las armas y firmar un juramento de neutralidad. Entonces serían libres de regresar a sus granjas en el entendimiento de que ya no participarían en la guerra.
Un tercio de los bóer se acogieron a la propuesta, que fueron llamados protected burghers (burgueses protegidos). Roberts había apostado por esta política para poner fin a la guerra. Pero después de la ocupación británica de la capital de Transvaal, Pretoria, el 5 de junio de 1900, no se vislumbraba un final; muy al contrario ya que los bóeres habían iniciado una guerra de guerrillas, que incluía ataques a las vías del tren.
En reacción, Roberts emitió una proclama el 16 de junio de 1900, afirmando que por cada ataque a una línea de ferrocarril se incendiaría la granja más cercana. Este fue el comienzo de la política de tierra quemada. Cuando esto no funcionó, Roberts emitió otro anuncio en septiembre declarando que todas las granjas serían quemadas en un radio de dieciséis kilómetros de cualquier ataque, y que todo el ganado sería sacrificado y los cultivos destruidos; así como comenzó a acoger a los protected burghers y reunirlos en campos de refugiados. Los dos primeros se establecieron en Bloemfontein y Pretoria en septiembre de 1900.
Esta política se intensificó dramáticamente cuando Kitchener reemplazó a Roberts como comandante en noviembre de 1900. Casas y pueblos enteros fueron incendiados incluso sin ataques contra ninguna infraestructura ferroviaria. De esta forma, casi todas las granjas de los bóeres (alrededor de 30 000 en total) fueron arrasadas. Tanto Trasvaal como el Estado Libre de Orange quedaron completamente devastadas.
Mientras tanto, los líderes bóeres estaban reorganizando sus comandos después de algunos reveses importantes. Una acción fue removilizar a los bóeres que habían depuesto las armas. Pero la política de tierra quemada había llevado a que cada vez más mujeres y niños se quedaran sin hogar. El mando británico decidió llevar también a los campos a familias de hombres que todavía estaban luchando en las guerrillas.

## Los campos
La segregación racial en los campos de concentración se mantuvo en todo momento. Mientras los campos para personas negras tenían unas condiciones de vida peores, incluyendo la obligación de realizar trabajos forzados para obtener comida, los campos para bóeres tienen una gran importancia porque, al estar orientados a todo un grupo étnico, bordearon la actual consideración de genocidio.

### Campos para bóeres

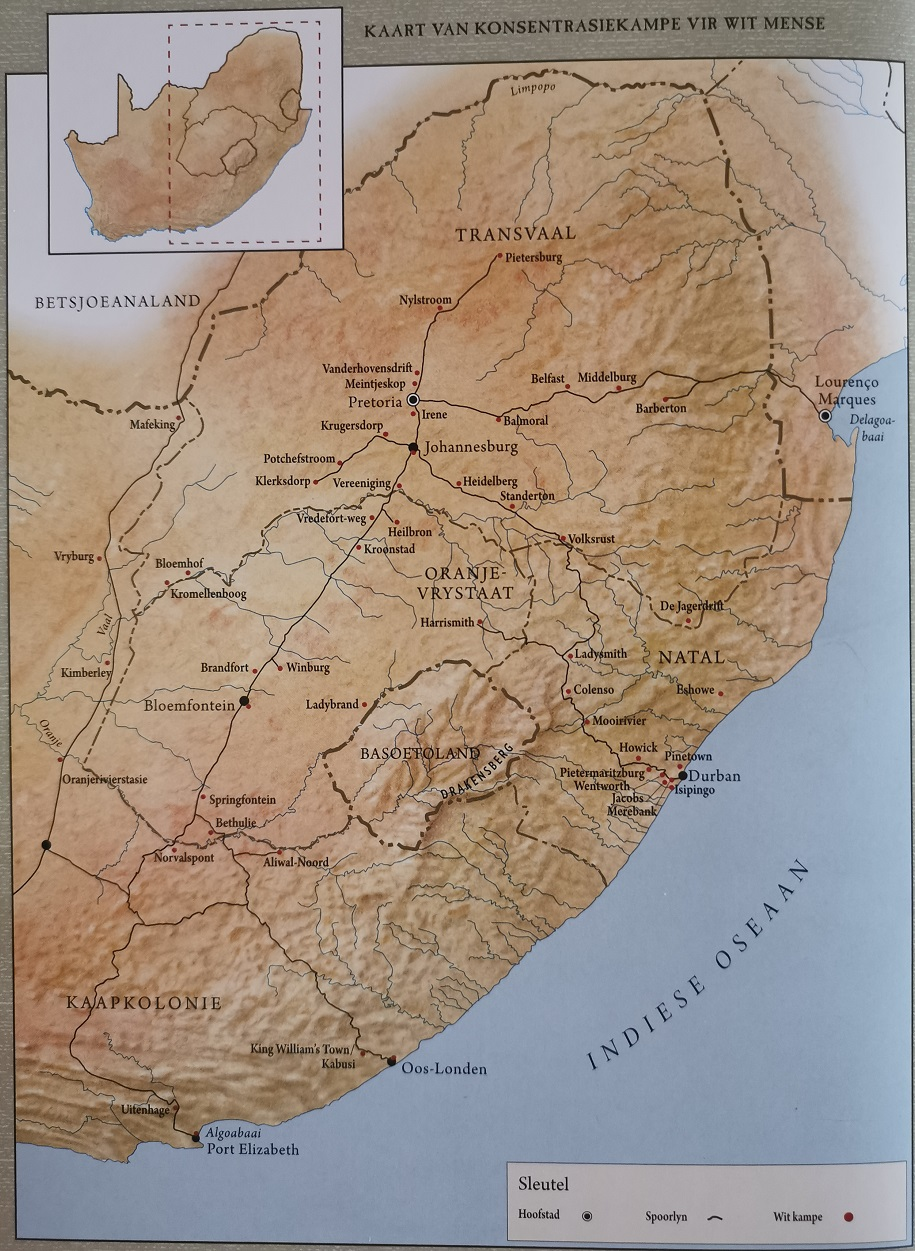
Ubicación de los campos para blancos

Tras el inicio de los incendios en las granjas y debido a las promesas de Roberts a los bóeres que se habían comprometido a no luchar, la única salida era reubicarlos con sus familias en campos de protección (los llamados «campos de refugiados») y, en consecuencia, dichos campos se establecieron oficialmente en septiembre de 1900 en Bloemfontein y Pretoria (campo Irene). En los campamentos, desde el principio, también hubo mujeres y niños bóer sin hogar, así como ancianos cuyas casas fueron incendiadas y que no se pusieron voluntariamente bajo la protección británica; y pronto superaron en número a los «refugiados». Otros campos que surgieron antes de finales de 1900 estaban en Potchefstroom, Heidelberg, Heilbron, Kroonstad, Norvalspont, Pietermaritzburgo y Port Elizabeth.

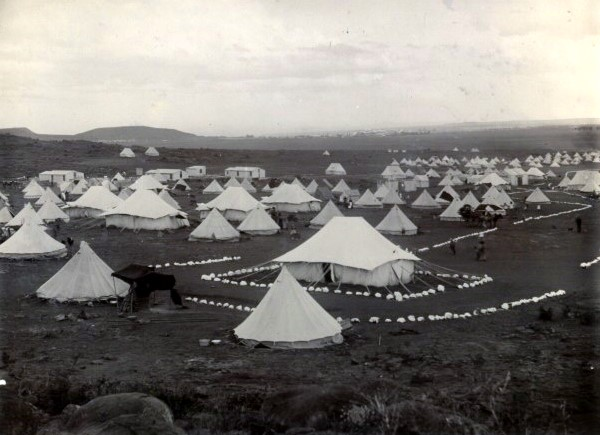
Tiendas de campaña en el campo de concentración de Bloemfontein

El 29 de noviembre de 1900, Kitchener asumió el mando de Roberts. Bajo su mando los incendios de granjas, a pesar de su posición declarada en contra, no disminuyeron en absoluto. Sus instrucciones dieron una libertad considerable a los oficiales militares y prosiguió la quema de localidades enteras como Ermelo o Lindley. Además, Kitchener siguió destruyendo suministros, los cultivos fueron arrasados y el ganado fue llevado a los campamentos británicos o sacrificado.
Desde enero de 1901 miles de mujeres y niños bóeres, cuyos maridos y padres todavía luchaban en las guerrillas, fueron sacados de las granjas y llevados a campos de concentración existentes o recién establecidos. Según Joseph Chamberlain, ministro para las Colonias,  esto se hizo por razones humanitarias. El hecho de que miles de granjas fueran incendiadas y las mujeres y los niños que habitaban en ellas fueran llevados a la fuerza a los campamentos, así como la revelación de que el propio Kitchener insistió en un trato diferente para las familias que no luchaban («refugiados») y el resto, sugiere que los campamentos por motivos militares se erigieron para acabar con la resistencia bóer. Kitchener creía que si las mujeres y sus hijos se reunían primero en campamentos, los civiles que seguían luchando ya no podrían conseguir comida en las granjas y tendrían que deponer las armas para reunirse con sus familias. Así mismo, los hombres que continuaban luchando eran obligados a cubrir los gastos de manutención que habían producido sus familias durante su estancia en los campos.
Por lo general, las mujeres y los niños podían llevar consigo el mínimo de alimentos, ropa y ropa de cama. Se transportaban en vagones o camiones abiertos y, a veces, tenían que recorrer largas distancias a pie.
A las dificultades propias del internamiento se sumaba la incomprensión por parte de los británicos de la cultura bóer; por lo que los hacían responsables de la alta tasa de mortalidad.

La alta tasa de mortalidad entre los niños, me gustaría enfatizar nuevamente, no se debe en modo alguno a falta de cuidado o abandono del deber por parte de los responsables de este campamento. Se debe, en mi opinión, a las personas mismas; a sus hábitos sucios tanto en lo que respecta a su propio aseo personal y al aseo de sus hijos y de su entorno, a sus prejuicios, su ignorancia, y su desconfianza de los demás -incluso de su propia nacionalidad- cuando los consejos van en contra de sus propias ideas preconcebidas y anticuadas. Esto es especialmente señalado en relación con su tratamiento de los enfermos, y su arraigada objeción al agua y al jabón, al aire fresco y a los hospitales.

En todos los campos, incluso dentro de las propias condiciones lamentables, existían diferencias dentro de los bóeres: mientras en algunos campos, como por ejemplo Meintjes Kop en Transvaal, tuvieron que ser creados para albergar a «refugiados» y colaboradores británicos que eran discriminados en los otros campos; en Vryburg las familias de los comandos eran calificadas como «indeseables» y recibían menores raciones de alimentos que el resto.
El número total de campos de concentración para blancos en Sudáfrica fue de cuarenta y seis, con unos 110 000 habitantes. El número de muertes acreditadas es de 27 927.

### Campos para negros

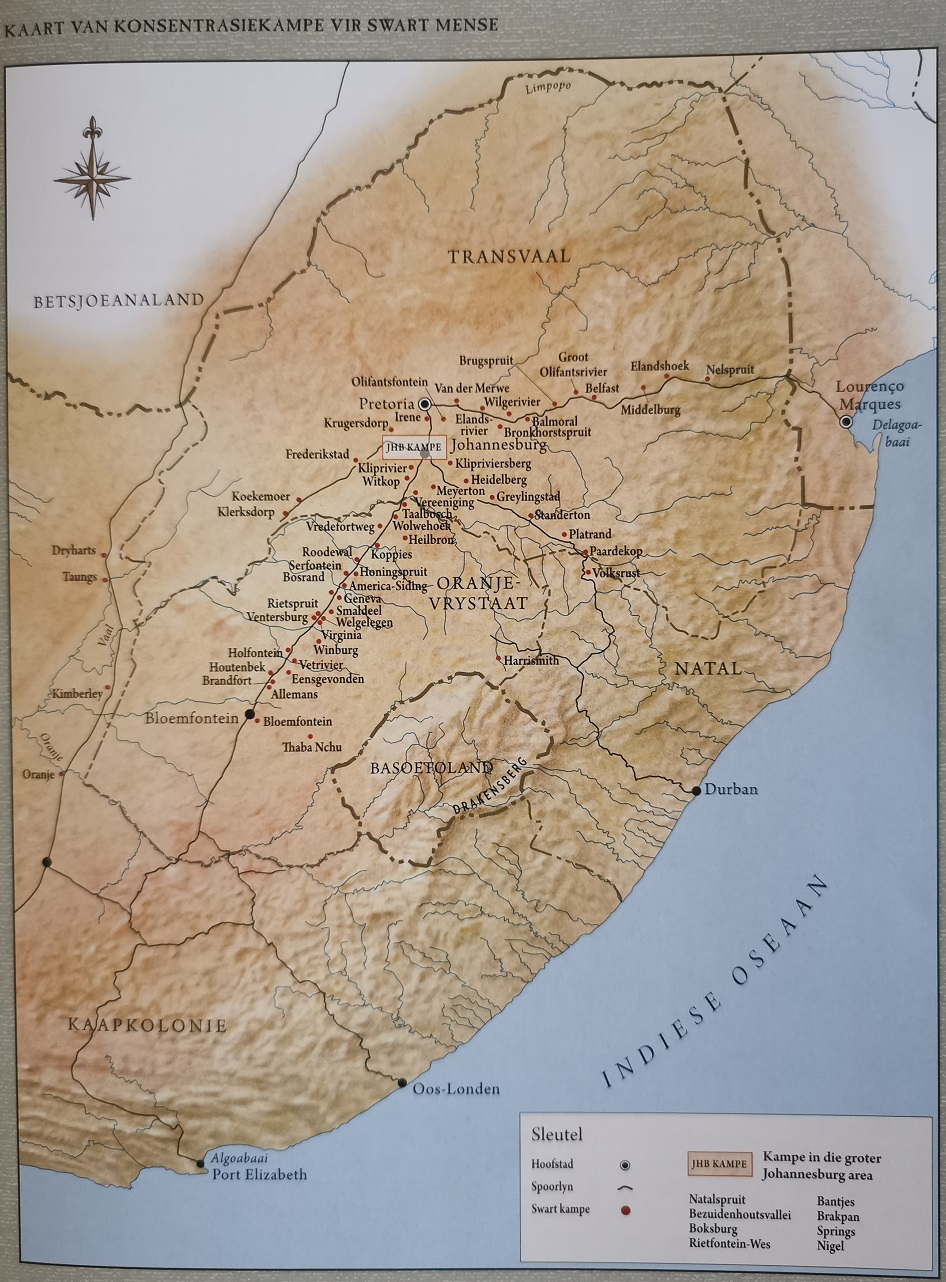
Ubicación de los campos para negros

Para aplicar su política de «limpieza» del país de manera efectiva, los negros tuvieron que ser sacados de sus kraals y reubicados en campamentos. Los negros afectados pudieron llevarse alimentos y se les otorgaron permisos para trasladarse al campamento con el ganado que poseían. Los campos se conocieron más tarde como «campos de refugiados nativos».
Casi todos los negros que fueron llevados a los campos vivían en las granjas bóer a cambio del trabajo que realizaban. Inicialmente, no era la intención de las autoridades británicas despoblar las llamadas reservas nativas, en otras palabras, donde los negros vivían en lugares gubernamentales separados bajo el control de sus líderes y jefes tradicionales. De hecho, las columnas británicas recibieron instrucciones de destruir las cabañas de personas negras en Transvaal y el Estado Libre de Orange, excepto las de las reservas nativas, y trasladar a sus habitantes a campos de refugiados.
Una vez que la política estuvo en pleno apogeo, los negros no solo fueron retirados de las granjas bóer, sino también de las reservas nativas. En algunos casos, los refugiados negros autosuficientes llegaron a los campamentos por iniciativa propia para encontrar protección para ellos y su ganado. También hubo un éxodo de muchos negros urbanos al campo debido al cierre de las minas y la pérdida de otros trabajos durante la guerra. En agosto de 1901 ya había más de 53 000 refugiados negros en los campamentos para negros, alrededor del seis por ciento de la población negra total de las dos repúblicas. Esa cifra superaría los 115 000 al finalizar la guerra.
Las razones principales por las que se crearon estos campamentos fueron, en primer lugar, para garantizar que fueran autosuficientes y, en segundo lugar, para convertirlos en una fuente importante de mano de obra negra para el ejército. Los campamentos se erigieron a lo largo de las vías del tren, a poca distancia de las bases desde las que actuaban las columnas de guerrilleros y de los centros donde se necesitaba mano de obra.
Todos los hombres físicamente aptos de estos campos tenían que trabajar como conductores de transporte, remolcadores, pastores, etc., para el ejército o para empleados privados a fin de mantenerse a sí mismos y a sus familias.
Al menos 14 000 (y probablemente más de 20 000) negros perecieron en los campos de concentración, de los cuales más del 80 % eran niños menores de dieciséis años. Debido a los registros británicos incompletos, es probable que nunca se determine el número exacto de muertes en los campos de concentración negros.

## Opinión pública y oposición política en el Reino Unido
Aunque las elecciones generales del Reino Unido de 1900, también conocidas como las «elecciones de color caqui», por el color que vestían los militares, resultaron en una victoria para el Gobierno conservador gracias a las recientes victorias británicas contra los bóeres; pero el apoyo público se desvaneció rápidamente cuando se hizo evidente que la guerra no sería ni corta ni fácil. Se desarrolló una inquietud adicional después de los informes sobre el trato por parte del ejército británico a los civiles bóer. La oposición pública y política a las políticas gubernamentales en Sudáfrica con respecto a los civiles bóer se expresó por primera vez en el Parlamento en febrero de 1901 en forma de un ataque a la política, el Gobierno y el ejército por parte del parlamentario liberal David Lloyd George.
Emily Hobhouse hizo campaña para mejorar las pésimas condiciones de los campos de concentración. Ayudó a alterar la opinión pública y a obligar al Gobierno a mejorar las condiciones en los campos. Como delegada del South African Women and Children's Distress Fund, visitó algunos de los campamentos en el Estado Libre de Orange desde enero de 1901, y en mayo de 1901 regresó a Inglaterra a bordo del barco RMS Saxon. Alfred Milner, alto comisionado en Sudáfrica, también abordó el Saxon para pasar unas vacaciones en Inglaterra pero, desafortunadamente tanto para los internos del campo como para el Gobierno británico, no tenía tiempo para Hobhouse, considerándola una simpatizante bóer y una «alborotadora».

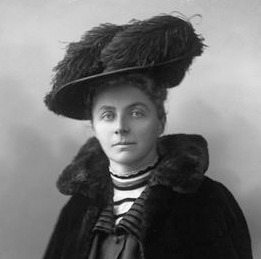
Emily Hobhouse

A su regreso, Emily Hobhouse hizo mucho para dar a conocer la angustia de los internos del campo. Logró hablar con el líder del Partido Liberal, Henry Campbell-Bannerman, quien profesó estar indignado pero no estaba dispuesto a insistir en el asunto, ya que su partido estaba dividido entre los imperialistas y las facciones afines a la causa bóer. Sin embargo, los liberales más radicales, como David Lloyd George y John Ellis, estaban dispuestos a plantear el asunto en el Parlamento y hostigar al Gobierno sobre el tema. El conservador John Brodrick, secretario de Estado para la Guerra, primero defendió la política del Gobierno, argumentando que los campamentos eran puramente «voluntarios» y que los bóeres internados estaban «contentos y cómodos», pero se vio algo socavado ya que no tenía estadísticas firmes para respaldar su argumento, por lo que cuando su argumento «voluntario» resultó insostenible, recurrió al argumento de la «necesidad militar» y afirmó que se estaba haciendo todo lo posible para garantizar condiciones satisfactorias en los campamentos.
Hobhouse publicó un informe en junio de 1901 que contradecía la afirmación de Brodrick, y entonces Lloyd George acusó abiertamente al Gobierno de «una política de exterminio» dirigida contra la población bóer. El mismo mes, el líder del partido liberal de oposición, Campbell-Bannerman, continuó el ataque y respondió a la pregunta retórica «¿Cuándo una guerra no es una guerra?» con su propia respuesta retórica «Cuando se lleva a cabo mediante métodos de barbarie en Sudáfrica», refiriéndose a esos mismos campos y las políticas que los crearon. El informe Hobhouse causó revuelo tanto a nivel nacional como en la comunidad internacional. Sin embargo, hubo muy poca simpatía pública por el presidente bóer altamente reaccionario Paul Kruger.

### La Comisión Fawcett
Aunque el Gobierno había ganado cómodamente el debate parlamentario sobre los campos por un amplio margen, 252 a 149, las críticas lo hirieron. Preocupado por la creciente protesta pública, solicitó a Kitchener un informe detallado. En respuesta, se enviaron informes estadísticos completos de los campamentos en julio de 1901. En agosto de 1901, estaba claro tanto para el Gobierno como para la oposición que los peores temores de Hobhouse se estaban confirmando: se informó que 93 940 bóeres y 24 457 africanos negros estaban en «campamentos de refugio» y la crisis se estaba convirtiendo en una catástrofe ya que las tasas de mortalidad eran extremadamente altas, especialmente entre los niños.

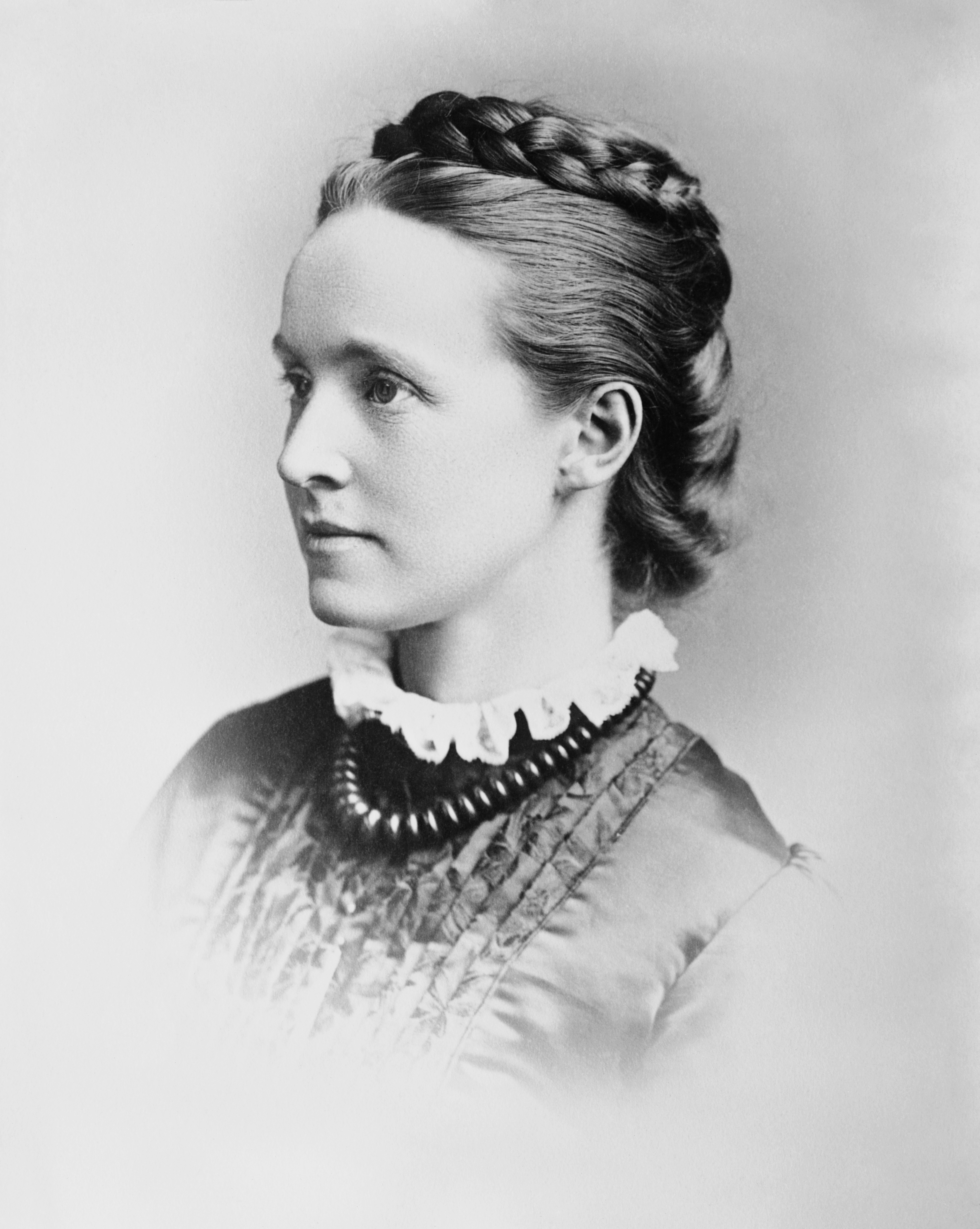
Millicent Fawcett

El Gobierno respondió al creciente clamor nombrando una comisión. La Comisión Fawcett, como se la conoció, era, excepcionalmente para su época, un asunto de mujeres encabezado por Millicent Fawcett quien, a pesar de ser la líder del movimiento por el sufragio femenino, era una unionista liberal, y por lo tanto una partidaria del Gobierno. Entre agosto y diciembre de 1901, la Comisión Fawcett realizó su propia gira por los campos de Sudáfrica. Si bien es probable que el Gobierno británico esperara que la Comisión produjera un informe que pudiera usarse para defenderse de las críticas, al final confirmó todo lo que había dicho Emily Hobhouse. De hecho, las recomendaciones de la Comisión fueron incluso más allá. La Comisión insistió en que se aumentaran las raciones y que se enviaran enfermeras adicionales de inmediato e incluyó una larga lista de otras medidas prácticas diseñadas para mejorar las condiciones en el campamento. Millicent Fawcett fue bastante tajante al expresar su opinión de que gran parte de la catástrofe se debió a un simple incumplimiento de las normas elementales de higiene.
En noviembre de 1901, el secretario colonial Joseph Chamberlain ordenó a Alfred Milner que se asegurara de que «se tomaran todas las medidas posibles para reducir la tasa de mortalidad». La autoridad civil se hizo cargo de la gestión de los campos de manos de Kitchener y el mando británico y, en febrero de 1902, la tasa de mortalidad anual en los campos de concentración para los reclusos blancos se redujo al 6,9 & y, finalmente, al 2 %. Sin embargo, para entonces el daño ya estaba hecho. Un informe posterior a la guerra concluyó que 27 927 bóeres (de los cuales 24 074, el 50 % de la población infantil bóer, eran niños menores de dieciséis años) habían muerto en los campamentos. En total, aproximadamente uno de cada cuatro de los reclusos, en su mayoría niños, murió.
Las mejoras fueron mucho más lentas en llegar a los campamentos negros. Se sabe que alrededor del 12 % de los reclusos negros murieron (alrededor de 14 000), pero se desconoce el número exacto de muertes en los campos de concentración, ya que se hizo poco por mantener registros de los 107 000 negros que fueron internados.
Las principales decisiones (o su ausencia) se habían dejado en manos de los mandos militares, para quienes la vida o la muerte de los bóeres y negros sudafricanos en los campos se consideraba de una prioridad baja. Hicieron falta diez meses tras la denuncia en el Parlamento, una gran protesta pública y la solicitud de la Comisión Fawcett para que se tomaran medidas correctivas y las terribles cifras de mortalidad finalmente acabaran disminuyendo. Pero en el intervalo, al menos veinte mil blancos y catorce mil negros habían muerto en los campos de concentración, la mayoría por epidemias de sarampión y fiebre tifoidea que podrían haberse evitado.

## El debate de posguerra

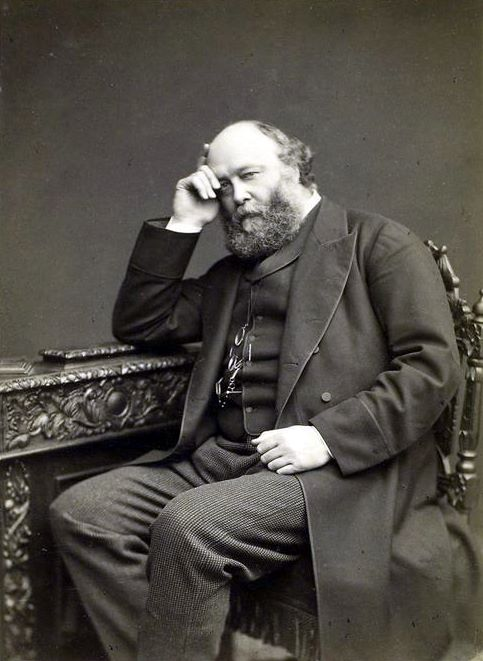
Robert Gascoyne-Cecil, primer ministro del Reino Unido durante el mando de Kitchener

Se ha argumentado que esta no fue una política deliberadamente genocida; más bien fue el resultado de una desastrosa falta de previsión e incompetencia de parte del ejército británico. El historiador escocés Niall Ferguson también ha argumentado que «Kitchener no deseaba más la muerte de mujeres y niños en los campos que la de los derviches heridos después de Omdurmán o la de sus propios soldados en los hospitales afectados por la fiebre tifoidea de Bloemfontein».
Kitchener fue uno de los generales británicos más controvertidos de la guerra. Tomó el control de las fuerzas británicas de Roberts y fue responsable de expandir la respuesta británica a las tácticas de guerrilla de los bóeres.
Sin embargo, para Kitchener y el Alto Mando Británico la vida o la muerte de los 118 000 bóeres y civiles africanos en los campamentos se clasifican como una prioridad abismalmente baja frente a los objetivos militares. Pero desmontar los campos de concentración ya no era una opción, ya que las granjas ya habían sido devastadas en ese momento; la misma Comisión Fawcett, en diciembre de 1901, afirmaba en sus recomendaciones que: «trasladar a las 100 000 personas que ahora están retenidas en los campos de concentración al veldt  para cuidar por sí mismos sería crueldad, sería dejarlos morir de hambre».
La historia de la segunda guerra bóer, y la de los campos de concentración británicos en particular, ocupa un lugar central en el nacionalismo afrikáner. El término utilizado en su historiografía para referirse a este conflicto Tweede Vryheidsoorlog (segunda guerra de liberación) es un reflejo de ello.
Sin embargo esta guerra no fue sólo una guerra «entre blancos», fue una guerra civil que afectó a todos los pueblos que viven en el territorio actual de Sudáfrica y la historiografía posterior al apartheid ha aportado una nueva perspectiva a este período. En particular se ha desacreditado la narrativa de que solo los bóeres perecieron en los campos de concentración británicos, por lo que el estudio del resto de víctimas también merece la atención de los historiadores.